# Setta
Le torrent Setta  est un cours d'eau italien qui traverse les provinces de Florence et Bologne, dans les régions Toscane et Émilie-Romagne. C'est un affluent (à droite) du Reno, le principal pour la longueur, la superficie du bassin et le débit de l'eau jusqu'à Casalecchio di Reno.

## Géographie
Elle a sa source dans les environs de Montepiano di Vernio (entre le monte della Scoperta, 1 278 m, Casciaio 1 195 m et Poggio di Petto 1 121 m) dans la province de Prato : s’écoule en aval vers Bologne, dans une vallée assez large et au lit gravillonné, touche les territoires des pays de Castiglione dei Pepoli, San Benedetto Val di Sambro, Monzuno et Sasso Marconi.
Ses affluents de gauche sont la Brasimone (it), 22,2 km, né près du Monte Calvi 1283, forment le bassin artificiel du même nom, descend dans une gorge étroite sous Castiglione dei Pepoli, forme le réservoir artificiel de Santa Maria et se jette dans la Setta après Lagaro ; et à sa droite le Sambro (it), 14,3 km, né près de Pian del Voglio et marque la frontière entre les municipalités de San Benedetto Val di Sambro et Monzuno.
Après environ 47 km cours, la Setta se termine en rejoignant les eaux du Reno (fleuve) en face de la falaise de Sasso Marconi.
Sa vallée a été presque entièrement parcourue par autoroute A1 en amont de Sasso Marconi, sauf la section le plus proche du col du Monte Citerna, dont la vallée est parcourue par le torrent Gambellatot.
Les eaux de la Setta, relativement abondantes en toute saison (débit minimum n’est jamais inférieur à 1 m3/s, mais le maximum dépasse 400 dans les crues trentenales et dans les crues bi-centennales même 650) étant beaucoup plus pures que ceux du Reno, elles furent choisies par les Romains pour alimenter le réseau hydraulique bolonais.
L'aqueduc romain (construit sous l'empereur Auguste) qui recueille les eaux de la Setta et qui alimente Bologne est toujours actif (il a été remis à neuf à la fin du XIXe siècle) et comprend un tunnel de 18 km creusé dans le talus rocheux avec une pente de 0,1 %.
Encore aujourd’hui, une bonne partie des eaux de l'aqueduc de Bologne est prise sur la Setta, environ 1 km en amont de la confluence dans le Reno, pour alimenter l'usine de traitement de l'eau potable et, de là, dans les canalisations d'eau.
Le tracé de la route SS.325 suit son cours.